# فلوتر انترتینمنت
فلوتر اینترتینمنت (انگلیسی: Flutter Entertainment) شرکت هلدینگ سرگرمی ایرلندی است، که در سال ۲۰۱۶ تأسیس شد.